# Episodi di Chuck (quinta stagione)
La quinta e ultima stagione della serie televisiva Chuck è stata trasmessa negli Stati Uniti dal canale NBC dal 28 ottobre 2011 al 27 gennaio 2012. Composta da tredici episodi, è la stagione conclusiva della serie televisiva. La trama è incentrata sulle nuove vicende di Chuck e Sarah, che, dopo aver smesso di lavorare per la CIA ed aver ricevuto l'eredità di Volkoff, hanno fondato una compagnia di spie freelance, la Carmichael Industries, con sede segreta presso il Buy More. Ad accompagnarli nell'avventura Casey e Morgan, quest'ultimo nuovo possessore dell'Intersect. L'attore protagonista Zachary Levi, interprete di Chuck Bartowski, ha diretto il quinto episodio; esperienza che aveva già vissuto due volte durante la terza e la quarta stagione.

Logo della Carmichael Industries, la compagnia di spie freelance fondata da Chuck e Sarah Bartowski.

Tra le guest star della quinta stagione è presente Mark Hamill, interprete di Luke Skywalker nella saga di Guerre stellari, nel ruolo del principale antagonista di Chuck nella prima di stagione. Carrie-Anne Moss, nota per il ruolo di Trinity in Matrix, interpreta invece il ruolo di Gertrude Verbanski, ex spia che lavora in una compagnia rivale di quella avviata da Chuck e Sarah. Il suo personaggio è stato descritto come un incrocio tra Miranda Priestly de Il diavolo veste Prada e Lara Croft, caratterizzato un perfido senso dell'umorismo. L'attrice e cantante Cheryl Ladd, protagonista della serie originale Charlie's Angels, interpreta la madre di Sarah, Emma; mentre Tim DeKay, protagonista di White Collar, interpreta Kieran Ryker, ex addestratore di Sarah alla CIA. Angus Macfadyen, interprete di Robert Bruce in Braveheart - Cuore impavido e Jeff Reinhart nella saga Saw, è invece Nicholas Quinn, ex spia e antagonista finale di Chuck.
Tra le altre guest star sono presenti Jeff Fahey e Justin Hartley, noti per i rispettivi ruoli in Lost e Smallville, interpreti di due fratelli in difficoltà nel secondo episodio; David Koechner e Catherine Dent, interpreti di due manager del Buy More; Danny Pudi, protagonista di Community; la modella e attrice Rebecca Romijn; Bo Derek, interprete di sé stessa nel decimo episodio; e il celebre creatore di fumetti Stan Lee, che appare nel ruolo di sé stesso nel settimo episodio.
Inoltre Brandon Routh ritorna nel ruolo di Daniel Shaw, mentre Linda Hamilton riprende il ruolo di Mary Bartowski.
In Italia la quinta stagione è stata trasmessa dal 6 maggio al 29 luglio 2012 su Steel, canale a pagamento della piattaforma Mediaset Premium. In chiaro è andata in onda su Italia 1 dall'8 al 21 marzo 2013.
Gli antagonisti principali sono Daniel Shaw, Clyde Decker e Nicholas Quinn
| nº | Titolo originale                | Titolo italiano                      | Prima TV USA     | Prima TV Italia |
| -- | ------------------------------- | ------------------------------------ | ---------------- | --------------- |
| 1  | Chuck Versus the Zoom           | Chuck vs. lo zoom                    | 28 ottobre 2011  | 6 maggio 2012   |
| 2  | Chuck Versus the Bearded Bandit | Chuck vs. il bandito barbuto         | 4 novembre 2011  | 13 maggio 2012  |
| 3  | Chuck Versus the Frosted Tips   | Chuck vs. la zip drive               | 11 novembre 2011 | 20 maggio 2012  |
| 4  | Chuck Versus the Business Trip  | Chuck vs. Viper                      | 18 novembre 2011 | 27 maggio 2012  |
| 5  | Chuck Versus the Hack Off       | Chuck vs. Omen                       | 9 dicembre 2011  | 3 giugno 2012   |
| 6  | Chuck Versus the Curse          | Chuck vs. la maledizione             | 16 dicembre 2011 | 10 giugno 2012  |
| 7  | Chuck Versus the Santa Suit     | Chuck vs. il vestito di Babbo Natale | 23 dicembre 2011 | 17 giugno 2012  |
| 8  | Chuck Versus the Baby           | Chuck vs. la bambina                 | 30 dicembre 2011 | 24 giugno 2012  |
| 9  | Chuck Versus the Kept Man       | Chuck vs. le spie di cuore           | 6 gennaio 2012   | 1º luglio 2012  |
| 10 | Chuck Versus Bo                 | Chuck vs. Bo                         | 13 gennaio 2012  | 8 luglio 2012   |
| 11 | Chuck Versus the Bullet Train   | Chuck vs. il treno proiettile        | 20 gennaio 2012  | 15 luglio 2012  |
| 12 | Chuck Versus Sarah              | Chuck vs. Sarah                      | 27 gennaio 2012  | 22 luglio 2012  |
| 13 | Chuck Versus the Goodbye        | Chuck vs. l'addio                    | 27 gennaio 2012  | 29 luglio 2012  |

## Chuck vs. lo zoom
- Titolo originale: Chuck Versus the Zoom
- Diretto da: Robert Duncan McNeill
- Scritto da: Chris Fedak e Nicholas Wootton

### Trama
Chuck è ora a capo della Carmichael Industries, la compagnia di spie freelance fondata grazie ai soldi concessi dalle Industrie Volkoff, che coinvolge Sarah, Casey e Morgan, devono recuperare per conto di un cliente un vaso molto prezioso rubato da Jean-Claude, lui e i suoi uomini catturano Chuck, Sarah e Casey, ma interviene Morgan, nel suo cervello è scaricato l'Intersect 2.0 e con un flash sconfigge gli uomini di Jean-Claude, tuttavia Morgan senza volerlo rompe il vaso. La missione è riuscita anche perché il cliente ha recuperato il chip nascosto nel vaso ma Chuck e i suoi colleghi non ricevono nessun compenso dato che dovevano essere ricompensati con il vaso che Morgan però ha rotto. Il budget per creare le Carmichael Industries si è notevolmente ridotto dopo aver investito in costosi equipaggiamenti, che includono un aereo privato e un satellite. Un nuovo cliente si presenta alle Carmichael Industries, un avvocato di nome Woodley, rivuole indietro il suo denaro rubato da un disonesto imprenditore di nome Roger Bale che ha usato uno Schema Ponzi, se riusciranno nell'impresa il 20% del denaro recuperato sarà loro. Chuck chiede a Ellie di analizzare gli occhiali che hanno scaricato nel cervello di Morgan l'Intersect 2.0 nella speranza che possa usarli anche lui per scaricarne un'altra versione, ma Ellie gli spiega che è impossibile, c'era un solo upload e ne ha usufruito Morgan. Ellie fa capire a Chuck che deve vedere questa come un'opportunità per crescere e diventare indipendente come spia anche senza l'Intersect. Morgan, fingendosi un imprenditore, fa amicizia con Bale al circolo di squash, usando quel che resta del denaro delle Carmichael Industries lo affida a Bale, mentre Casey usando un plugin sul palmare di Bale fa in modo che a Morgan venga dato un invito alla festa che si tiene nella sua azienda, lì ci sono i suoi server e tramite un software riusciranno ad accedere al denaro rubato e a riversarlo nei conti di coloro che ha truffato. Alla festa Morgan viene accompagnato da Sarah e Casey che si fingono rispettivamente la sua fidanzata e la sua guardia del corpo. Sarah ruba a Bale la sua KiCad e la dà a Casey che riesce ad accedere così alla sala server, e carica il software, purtroppo Decker contatta Chuck spiegandogli che la CIA usando proprio il software di Chuck sta congelando i conti di Bale. Quest'ultimo, intanto, con i suoi uomini cattura Sarah, Morgan e Casey, tuttavia interviene Chuck che afferra i cavi dei server di Bale minacciando di staccarli, così Bale perderà tutti i suoi soldi. Bale accetta le condizioni di Chuck e rilascia Sarah e i suoi amici, che tornano al loro furgone d'appostamento dove Chuck ha lasciato delle indicazioni su come far saltare la corrente elettrica nella sala server in modo che Chuck possa fuggire e infine Chuck salta da una finestra cadendo sopra il furgone che aveva sostato nel punto da Chuck indicato nelle istruzioni. Bale viene arrestato ma dato che la CIA ha congelato tutto il denaro che gli era stato affidato, compreso quello delle Carmichael Industries, ora non hanno più niente, tranne il castello e il Buy More. Chuck mostra a Sarah la casa che lei aveva sempre sognato, desiderava comprargliela ma non può farlo, Sarah gli spiega che non ha voluto sposarlo per avere una vita facile, ma per affrontare insieme le avversità. Chuck ritiene che per rimanere in affari è necessario usare gli introiti del Buy More per sovvenzionare le Carmichael Industries. Intanto Decker e la sua squadra si preparano per il loro piano, ovvero distruggere Chuck definitivamente.
- Guest star: Craig Kilborn (Roger Bale), Mark Hamill (Jean Claude), Richard Burgi (Clyde Decker), Ethan Phillips (Woodley), Drew Slocum (Burnham).
- Ascolti USA: telespettatori 3 420 000 – share 4%[17][18]

## Chuck vs. il bandito barbuto
- Titolo originale: Chuck Versus the Bearded Bandit
- Diretto da: Patrick Norris
- Scritto da: Lauren LeFranc e Rafe Judkins

### Trama
Chuck, Sarah e Casey vanno a un meeting sulla sicurezza privata per promuovere le Carmichael Industries ma l'attenzione è tutta rivolta alle Verbanski Corporation, la società di spionaggio privata migliore al mondo, collaborano con il Pentagono e il Cremlino e vanta 300 agenti operativi, alla sua guida c'è Gertrude Verbanski, come afferma Casey era un agente del KGB, una volta sciolta l'Unione Sovietica ha iniziato a lavorare nella sicurezza privata, lui e Gertrude si conobbero a Minsk e lei tentò di ucciderlo. Il Buy More fatica ad attirare clientela, secondo Big Mike servirebbe un testimonial per promuovere il negozio. Intanto Karl Sneijder, losco imprenditore che si è arricchito nel commercio dei diamanti, chiede aiuto alle Carmichael Industries, suo fratello Wesley al contrario di lui è una brava persona, un suo concorrente in affari lo ha sequestrato, gli ha pure tagliato un dito, vuole che lo salvino, è pronto a pagare 400.000 dollari, la metà la dà come anticipo il resto a operazione riuscita. Morgan questa volta non partecipa direttamente all'operazione dato che non ritengono che sia pronto per lavorare da operativo nonostante l'Intersect 2.0 di cui dispone. Trovata la villa in cui Wesley è prigioniero con delle guardie armate, tentano di salvarlo, ma quest'ultimo spiega che non è lì contro la sua volontà, è stato Karl a tagliargli il dito, Wesley vuole testimoniare contro di lui aiutando i federali, quelle sono solo le sue guardie del corpo. Morgan, nonostante gli fosse stato vietato di partecipare alla missione, aggredisce le guardie del corpo di Wesley. Sarah ritiene che Chuck debba fare da addestratore a Morgan, tuttavia lui sembra ingestibile, mentre vanno a un minimarket un rapinatore cerca di rubare dalla cassa e nonostante Chuck glielo avesse vietato, Morgan lo attacca, il rapinatore stava per ucciderlo con un fucile, fortunatamente interviene Chuck che mette il delinquente al tappeto salvando l'amico. Karl intima le Carmichael Industries di restituirgli Wesley con la minaccia di attaccare la loro sede, il problema è che Chuck e la sua squadra non hanno l'autorità per combattere contro Karl. Casey rivela a Sarah che lui e Gertrude, dopo che quest'ultima tentò di ucciderlo, divennero amanti, avevano avuto una breve storia. Morgan agisce di sua iniziativa, porta con sé Chuck nella villa di Karl in modo da sconfiggerlo, anche se Chuck è in totale disaccordo con il suo modo di fare, non se la sente di lasciarlo solo, quindi lo aiuta, insieme affrontando gli uomini di Karl, in un primo momento riescono ad aver la meglio, ma poi vengono catturati. In loro aiuto intervengono Gertrude e i suoi uomini che neutralizzano Karl e le sue guardie, infatti Sarah e Casey hanno chiesto l'aiuto delle Verbanski Corporation offrendo loro parte del denaro che Karl gli aveva dato. Gertrude cattura Karl e lo manda a Mosca, mentre Devon che si offre come testimonial del Buy More, aiuta ad attirare nuovamente i clienti al negozio. Anche se il denaro di Karl è stato dimezzato dalle spese finalmente le Carmichael Industries ottengono un guadagno, Morgan si scusa con Chuck per come si è comportato ma è evidente che non è sincero, specialmente ora che non vogliano che lui faccia da agente operativo ritiene che i suoi colleghi non riconoscono il suo potenziale. Chuck e Casey si stanno rendendo conto che l'Intersect 2.0 sta cambiando Morgan in peggio, Gertrude dopo aver scoperto che Morgan è un Intersect umano gli offre di lavorare per lei.
- Guest star: Carrie-Anne Moss (Gertrude Verbanski), Jeff Fahey (Karl Sneijder), Justin Hartley (Wesley Sneijder).

## Chuck vs. la zip drive
- Titolo originale: Chuck Versus the Frosted Tips
- Diretto da: Paul Marks
- Scritto da: Phil Klemmer

### Trama
Gertrude va a cenare al suo ristorante preferito, ma incontra Casey che timidamente tenta di conversare con lei, anche se in realtà il suo obiettivo è quello di metterle addosso una microcamera. La Beckman affida una missione alle Carmichael Industries: devono catturare Mats Zorn, è a capo di una società che tratta informazioni riservate, è entrato in possesso di alcune informazioni private della CIA, il governo ha messo una taglia su di lui, la Beckman affida a Chuck una zip drive dove viene segnato l'itinerario di Zorn, con essa sapranno dove e quando catturarlo. Chuck, Sarah e Casey guardando il filmato della microcamera messa su Gertrude scoprono che Morgan si è fatto assumere dalla Verbanski Corporation, infatti quando Morgan va al Buy More mette in chiaro con i suoi colleghi che non vuole avere più nulla a che fare con loro accusandoli di non aver saputo apprezzare l'Intersect 2.0 di cui lui può beneficiare. Casey non gli consente di frequentare più Alex, a quel punto Morgan raccoglie la sua provocazione e lascia Alex con SMS sul cellulare. Chuck e Casey si sentono traditi dal suo comportamento, ormai per loro è solo un traditore, ma Sarah ritiene che c'è qualcosa di anomalo nel suo atteggiamento, chiede un consiglio a Ellie domandandole se l'Intersect 2.0 possa aver cambiato Morgan. Ellie suppone che la versione che Morgan ha scaricato nel proprio cervello è probabilmente diversa da quella che aveva Chuck, tra l'altro Sarah, Casey e Chuck hanno sempre creduto che fosse stata la Beckman a regalare alle Carmichael Industries gli occhiali da sole contenenti l'Intersect 2.0 che Morgan ha scaricato, ma la Beckman giura che lei non c'entra niente, non aveva idea che Morgan fosse diventato un Intersect umano. Sarah e Casey capiscono che è stato Decker a fare in modo che Morgan entrasse in possesso dell'Intersect 2.0 contenente un trojan probabilmente sperava che fosse Chuck a scaricarlo nel proprio cervello, quest'ultimo inoltre aveva notato che recentemente Morgan aveva degli strani vuoti di memoria. Devon scopre che Jeff da anni dorme nel proprio furgone, sempre accesso, inalando costantemente monossido di carbonio, deducendo che ciò è alla base di quelli che sono sempre stati i suoi strani comportamenti. Devon gli impone di non inalare più monossido di carbonio, e l'effetto positivo è immediato, Jeff diventa una persona seria e serena. Grazie alla zip drive le Carmichael Industries scoprono che Zorn farà una breve sosta a Los Angeles con l'intento di lasciare poi la città con un elicottero, vanno quindi nell'eliporto a tendergli un'imboscata, tuttavia arrivano anche Gertrude e Morgan, vogliono loro la taglia su Zorn. Quest'ultimo tenta di fuggire con l'elicottero, ma Morgan glielo impedisce forando con un colpo di pistola il serbatoio facendo colare il carburante. Morgan è fuori controllo, tenta anche di sparare a Zorn e di ucciderlo ma Chuck lo aiuta a rinsavire, a causa di un cortocircuito il carburante si infiamma, Morgan e Gertrude rischiano di morire ma Chuck e Casey li salvano, quest'ultimo bacia Gertrude. Le Carmichael Industries e la Verbanski Corporation catturano Zorn dividendosi la taglia, Morgan si licenzia per tornare a lavorare con i suoi amici, ma Casey non perdonandogli il suo comportamento lo caccia via di casa, quindi Chuck e Sarah gli danno ospitalità. La Beckman dà appuntamento a Chuck spiegandogli che la CIA a diramato un ordine di uccisione per Morgan, lui senza la minima discrezione ha rivelato a tutti di essere un Intersect umano e quindi non possono lasciarlo vivo, Chuck ha capito che l'ordine di uccidere Morgan è stata un'iniziativa di Decker.
- Guest star: Carrie-Anne Moss (Gertrude Verbanski), Bonita Friedericy (Diane Beckman), Mekenna Melvin (Alex McHugh).

## Chuck vs. Viper
- Titolo originale: Chuck Versus the Business Trip
- Diretto da: Allan Kroeker
- Scritto da: Kristin Newman

### Trama
Chuck salva Morgan da un attentato alla sua vita, adesso deve rimanere nel castello, l'unico modo per evitare che continui a essere un bersaglio della CIA è rimuovere l'Intersect 2.0 dal suo cervello. La Beckman raggiunge il castello e con un dispositivo rimuove l'Intersect 2.0 dal cervello di Morgan dando ordine di annullarne l'omicidio, Decker però, fingendosi mortificato, rivela di aver assoldato un killer su commissione per uccidere Morgan, si chiama Viper, anche la Beckman lo conosce di fama, non ha mai fallito un incarico, è possibile contattarlo una sola volta, quando gli viene commissionato il lavoro e riscuote il pagamento in anticipo. Morgan tenta di fare pace con Alex ma lei ha cambiato numero di telefono, intanto il Buy More indice una vacanza in un hotel a Riverside per i migliori dipendenti delle varie filiali, e Chuck decide di nominare Morgan miglior dipendente del Buy More di Burbank e di spacciarsi per lui andando a Riverside con Sarah, in modo da attirare l'attenzione di Viper e catturarlo. Sarah all'hotel incontra una donna molto simpatica di nome Jane con la quale stringe amicizia, intanto Chuck scopre che Viper è Javier, il quale lavora nell'hotel come barman, lui cerca di uccidere Chuck ma interviene Sarah che lo mette al tappeto, così lei e suo marito lo catturano e lo portano al castello. Morgan, con il cellulare di Casey nel quale c'è il nuovo numero di telefono di Alex, le chiede di raggiungerlo al Buy More, intanto Jane invita Sarah a bere un caffè con lei, Sarah in auto si appresta a raggiungerla ma Chuck la ferma nel momento in cui lei accende l'auto, avendo intuito che se Javier fosse Viper catturarlo è stato troppo facile, adesso Chuck ha capito che Viper è Jane, voleva sbarazzarsi di Sarah per uccidere Morgan più facilmente, ha messo una bomba nell'auto di Sarah. Intanto Alex va al Buy More e Morgan le spiega che il suo orribile comportamento era frutto dell'Intersect 2.0 che stava influenzando negativamente la sua volontà, tuttavia Alex non lo perdona perché Morgan a insaputa della sua fidanzata aveva continuato a fare la spia. Jane va al Buy More per uccidere Morgan, quest'ultimo, resosi conto del pericolo, mette in salvo Alex, poi arriva Sarah che Chuck ha salvato disinnescando la bomba, infine Sarah mette Jane fuori combattimento. Decker è costretto a dire a Jane che l'ordine di uccidere Morgan è annullato. Lester non sopporta il cambiamento di Jeff che ormai è un uomo maturo e ragionevole, tanto che cerca di farlo tornare come prima cercando di asfissiare tutto il Buy More con il monossido di carbonio, non solo il suo piano non funziona ma Jeff lo fa anche arrestare. Casey non si fida di Jane e si mette a pedinarla, lei deve proteggere la sua identità, ora troppe persone hanno visto il suo volto quindi deve uccidere Chuck, Sarah, Casey, Alex e Morgan, tuttavia Decker le impone di risparmiare Chuck e Sarah. Quando Jane si accorge della presenza di Casey, quest'ultimo per difendersi uccide lei e i suoi uomini. Decker arresta Casey per omicidio.
- Guest star: David Koechner (Crazy Bob), Bonita Friedericy (Diane Beckman), Mekenna Melvin (Alex McHugh), Richard Burgi (Clyde Decker), Catherine Dent (Jane/Viper).

## Chuck vs. Omen
- Titolo originale: Chuck Versus the Hack Off
- Diretto da: Zachary Levi
- Scritto da: Craig DiGregorio

### Trama
Casey e Lester sono finiti in una prigione a San Gabriel, in effetti Jeff sarebbe disposto a far cadere il capo d'accusa contro Lester se lui accettasse di diventare una persona migliore ma quest'ultimo non mostra pentimento per i suoi comportamenti. Decker propone un accordo a Chuck e Sarah: farà uscire Casey di prigione facendo cadere ogni imputazione su di lui, a patto che loro lo aiutino a impadronirsi di Omen, si tratta di un virus informatico capace di distruggere 100 zettabyte di dati al secondo, ciò vuol dire che teoricamente potrebbe annichilire ogni sistema informatico al mondo, anche se Decker possiede una squadra a sua disposizione nessuno di loro è qualificato quanto Chuck e Sarah, solo loro possono rintracciare l'Omen. Nel carcere Gertrude si traveste da guardia carceraria per passare un po' di tempo con Casey, i due fanno sesso, ma poi Casey le chiede di aiutare Chuck e Sarah prendendo il suo posto. Chuck, usando le sue doti di hacker, rintraccia l'Omen usando un algoritmo a curva ellittica, scoprendo che a crearlo è stato un uomo di nome Colin Davis, in passato ha lavorato in un'organizzazione criminale chiamata il "Collettivo" che opera nel terrorismo informatico, attualmente vive in una setta per nudisti chiamata "Chiesa del Vento Eterno". Casey viene aggredito dai detenuti ma inaspettatamente a salvarlo è Lester che li convince a lasciarlo in pace dato che lui ha potere sugli altri avendo usato le sue competenze per installare nel carcere una rete Internet e un sistema di TV via cavo. Chuck, Sarah e Gertrude vanno alla Chiesa del Vento Eterno, lì trovano Colin e lo portano al castello, Colin ha ingoiato il chip dell'Omen pur di evitare che finisca nelle mani sbagliate. Colin spiega a Chuck che l'Omen è diviso in due parti, la prima è il chip mentre la seconda una pen drive che si trova nella base del Collettivo. Gertrude induce Colin a vomitare e infatti espelle il chip dalla bocca, intanto Morgan e Jeff riescono a far cambiare idea a Lester che accetta le condizioni di Jeff, e dunque viene scagionato. Quando Chuck scopre da Colin che solo attraverso i computer del Collettivo è possibile eludere il loro stesso sistema di sicurezza, va al Collettivo spacciandosi per un hacker in cerca di un impiego, mentre Gertrude e Sarah entrano di nascosto nella struttura per rubare la pen drive. Gertrude confessa a Sarah che ama Casey ma non crede di poter avere con lui una famiglia, ciò non si concilierebbe con la loro vita da spie. Il capo del Collettivo mette alla prova Chuck: deve rubare un penny dalla Federal Reserve e versarlo in un conto bancario protetto, Chuck si mette all'opera ma in realtà sta violando il sistema di sicurezza del Collettivo e in questo modo Sarah e Gertrude rubano la pen drive. Chuck confessa a Sarah che sta considerando l'idea di abbandonare lo spionaggio e fondare una sua impresa di informatica, però sua moglie ammette che non saprebbe che ruolo occupare accanto a Chuck davanti a una tale circostanza (in linea con quello che aveva detto Gertrude lei non riesce a immaginare la propria vita se non fosse una spia). Chuck e Sarah consegnano l'Omen a Decker ma cadono nella sua trappola, infatti lui intende diffondere il virus ma quando ciò succederà tutti incolperanno Chuck dal momento che una videocamera lo immortala mentre lui è in possesso dell'Omen, Chuck finirà nella lista dei ricercati dell'FBI e dovrà fuggire. Interviene Gertrude che si avvicina a Decker rubandogli l'Omen e sostituendolo con una bomba facendola esplodere, uccidere Decker era l'unico modo per impedire che Chuck venisse incriminato. Dato che Gertrude uccidendo Decker si è resa colpevole della morte di un agente della CIA, per un po' deve sparire, lei e Morgan comunque, travestendosi da guardie carcerarie fanno evadere Casey. Sarah non riesce a capire per quale motivo Decker volesse l'Omen e quale uso desiderasse farne, tuttavia sia lei che Chuck hanno capito che, anche se Decker è morto, il piano che quest'ultimo ha messo in moto li coinvolgerà direttamente, Chuck ha compreso che per il momento non può ancora rinunciare alla sua vita da spia.
- Guest star: Carrie-Anne Moss (Gertrude Verbanski), Beau Garrett (Valaria), Richard Burgi (Clyde Decker), Eric Lange (Colin Davis), Freddie Wong (Freddie), Danny Pudi (Vali Chandrasekaren), Yvette Nicole Brown (dipendente del Buy More).
- Curiosità: nell'episodio sono comparsi gli attori Yvette Nicole Brown e Danny Pudi, entrambi protagonisti della serie tv Community.

## Chuck vs. la maledizione
- Titolo originale: Chuck Versus the Curse
- Diretto da: Michael Schultz
- Scritto da: Alex Katsnelson

### Trama
La Beckaman si mette in contatto con Chuck, Sarah e Casey per informarli che verranno incriminati per l'omicidio di Decker, tuttavia Sarah e Casey hanno notato che il generale con il codice morse ha dato loro il segnale per fuggire. Chuck e Sarah si rifugiano nella baita dove Stephen aveva vissuto quando era un latitante, Chuck ha paura temendo di fare la fine di suo padre e passare la vita a fuggire. La Beckman spiega a Casey che un gruppo di agenti della CIA a lei sconosciuto sta cospirando contro di loro, Decker ne faceva parte, se ne catturassero un altro otterrebbero le informazioni di cui hanno bisogno. La Beckman dà ordine all'agente Simms di mettere al sicuro Ellie e Devon, ma l'agente speciale della CIA Robin Cunnings uccide Simms e li rapisce. Robin telefona a Chuck mettendo in chiaro che è pronta a fare del male alla sorella e al cognato di Chuck se lui non le dà l'Omen, tuttavia Casey e la Beckman non possono acconsentire allo scambio, daranno a Robin un falso, ma non possono consegnarle l'Omen perché è troppo pericoloso. Chuck non è d'accordo, Robin capirebbe l'inganno, quindi Chuck di sua iniziativa ruba l'Omen per consegnarlo a Robin anche se non era necessario dato che Sarah aveva già convinto Casey e la Beckman a dare a Robin il vero Omen. Intanto Ellie e Devon riescono a fuggire da soli, Chuck va da Robin ma non intende consegnarle l'Omen ora che ha la certezza che Devon e Ellie sono al sicuro, i due però, vedendo Chuck in pericolo cercando di salvarlo, ma inutilmente, infatti Devon finisce solo col farsi catturare. Anche se Chuck era pronto a farsi torturare, non appena Robin minaccia di torturare Devon, decide di rivelarle dove ha nascosto l'Omen. Robin recupera l'Omen e lo scarica nella rete globale, Chuck le domanda quale sia il loro obiettivo ma in realtà nemmeno lei sa cosa stia succedendo, si è solo limitata a finire quello che Decker aveva iniziato, questo piano però contempla anche una fase successiva di cui lei è all'oscuro. Intervengono Casey e Sarah che uccidono gli uomini di Robin e la catturano, salvando Chuck e Devon. Casey e la Beckman minacciando Robin con la tortura, la costringono ad ammettere che lei e Decker stavano complottando contro la CIA, di conseguenza Casey, Sarah e Chuck sono prosciolti da ogni accusa, tuttavia Robin ammette che è all'oscuro di chi ci sia dietro a questa cospirazione. Sarah è arrabbiata con Chuck per avito agito scavalcandola, gli fa capire che non può farsi condizionare dal passato di suo padre perché altrimenti finirà come lui se non impara ad avere più controllo sulle proprie scelte. Purtroppo il virus Omen è ora operativo e sta attaccando i computer di tutto il mondo, Chuck si sente in colpa sapendo che tutto ciò è successo per colpa sua.
- Guest star: Rebecca Romijn (Robin Cunnings), Lee Reherman (Simms), Bonita Friedericy (Diane Beckman), Mekenna Melvin (Alex McHugh).

## Chuck vs. il vestito di Babbo Natale
- Titolo originale: Chuck Versus the Santa Suit
- Diretto da: Peter Lauer
- Scritto da: Amanda Kate Shuman

### Trama
In un carcere della CIA la porta d'ingresso di una cella si apre come conseguenza del fatto che l'Omen ha compromesso la stabilità del mainframe del sistema di sicurezza informatico del penitenziario, il detenuto al suo interno evade uccidendo senza pietà due secondini spezzando a entrambi l'osso del collo. È arrivato il Natale e ormai tutta la società è in subbuglio per colpa dell'Omen, intanto la Beckman contatta Chuck, Morgan e Casey informandoli che ha scoperto per chi lavorava Decker, ovvero per Daniel Shaw, è lui che è evaso dal carcere. Mentre Sarah è tutta sola nel castello riceve la visita di Shaw, nel suo cervello è ancora scaricato l'Intersect 2.0 e con un flash la sconfigge catturandola. Shaw si mette in contatto con Chuck, forte del fatto che Sarah è un suo ostaggio lo costringe a portare al castello un dispositivo chiamato Macau, attualmente si trova nel vecchio ufficio di Decker gli dà solo 3 ore di tempo. Chuck chiede aiuto alla Beckman, la quale gli spiega che il Macau è un dispositivo di compressione dati che venne rubato 2 mesi fa da una'azienda cinese, il generale pur di salvare Sarah è pronta ad aiutare Chuck a entrare di nascosto nell'ufficio di Decker. Shaw rivela a Sarah che quando venne arrestato era stato proprio Decker a occuparsi del suo interrogatorio, ma inaspettatamente Shaw per merito dell'Intersect 2.0 che aveva scaricato nel proprio cervello ebbe un flash con cui scoprì gli illeciti di cui Decker si era reso colpevole, fu così che Decker e la sua squadra furono costretti a lavorare per Shaw. Quest'ultimo ha manomesso il sistema che regola la temperatura nel castello, infatti inizia a fare freddo, i server del castello stranamente stanno gestendo un enorme flusso di dati, Shaw infatti ha abbassato la temperatura per impedire che si surriscaldino, ma Sarah morirà per ipotermia. Shaw ha preso Sarah in ostaggio perché la reputa la spia migliore, lui dà per scontato che Chuck senza l'Intersect non sia un degno avversario. Morgan e Casey, su richiesta di Chuck, incaricano Jeff e Lester di studiare l'Omen, intanto Sarah si libera, mentre Casey entra nel castello passando dall'impianto di aerazione, Shaw però lo stana, Casey e Sarah lo affrontano insieme ma Shaw li sconfigge catturandoli entrambi. Chuck, grazie alla Beckman, ruba il Macau dall'ufficio di Decker, poi Shaw con un simulatore di voce telefona a Chuck spacciandosi per Sarah facendogli credere che la moglie è al sicuro, ma Shaw commette l'errore di chiamare Chuck "caro" infatti Sarah non lo chiama mai così, Chuck ha capito che Shaw sta per tendergli una trappola. Jeff e Lester spiegano a Chuck e Morgan che l'Omen non ha veramente la facoltà di distruggere i dati dei computer di tutto il mondo, attacca solo i server governativi rubando loro i dati, tuttavia il paradosso è che non hanno idea di dove possano essere trasferiti dato che non esiste un computer al mondo capace di contenere un tale flusso di dati. In realtà Morgan e Chuck hanno capito che esiste in verità un solo computer capace di una cosa del genere ovvero l'Intersect, ora hanno compreso che l'Omen sta trasferendo i dati nei server del castello e con il Macau li convertiranno nell'Intersect 3.0 che Shaw scaricherà nel proprio cervello, la CIA avrà nuovamente bisogno di lui e tornerà a essere un agente operativo. Sarah chiede perdono a Shaw per la morte di Evelyn ma lui non sente ragioni, accusando Sarah di avergli rovinato la vita, adesso lui vuole farle provare lo stesso dolore perché prima di morire dovrà guardarlo mentre uccide Chuck. Shaw si appresta a sparare a Chuck credendo che lui accederà al castello dall'ascensore ma c'è solo il Macau, Chuck sfida Shaw al Buy More, a quel punto Shaw usa il Macau per scaricare nel suo cervello l'Intersect 3.0 e raggiunge il Buy More, mentre Morgan e Casey (che è fuggito dalla cella dove Shaw lo aveva rinchiuso) liberano Sarah. Intanto Shaw si prepara a usare contro Chuck l'Intersect 3.0 ma quando ha un flash inizia a sentirsi debole, Chuck gli rivela di aver inserito nel Macau l'Omen, Shaw in realtà aveva scaricato nel suo cervello il virus che ha eliminato l'Intersect 2.0 di cui disponeva. Shaw e Chuck si affrontano, quest'ultimo riesce a batterlo, Shaw a quel punto impugna una pistola e la punta contro Chuck, ma interviene Ellie che gli arriva alle spalle e lo tramortisce, Shaw aveva già ucciso Stephen e non gli avrebbe mai permesso di fare ancora del male alla sua famiglia. Shaw finisce in prigione mentre la Beckman accetta di trascorrere il Natale a Burbank con Chuck e gli altri, inoltre con l'Omen che non è più una minaccia il generale offre a Chuck, Sarah e Casey la possibilità di tornare a lavorare nei servizi segreti. Sarah, durante la festa di Natale, viene informata dalla Beckman che Shaw ha chiesto di vederla, Sarah va a trovarlo al penitenziario, Shaw si rassegna, ha capito che passerà la sua vita in prigione ma si ritiene soddisfatto perché afferma di aver trovato il modo di vendicarsi di Sarah menzionando un evento del suo passato legato a qualcosa che successe in Ungheria che riguarda direttamente una bambina.
- Guest star: Brandon Routh (Daniel Shaw), Mo Collins (Caroline Hayne), Stan Lee (se stesso), Bonita Friedericy (Diane Beckman), Mekenna Melvin (Alex McHugh).

## Chuck vs. la bambina
- Titolo originale: Chuck Versus the Baby
- Diretto da: Matt Barber
- Scritto da: Rafe Jenkins e Lauren LeFranc

### Trama
Chuck fa una sorpresa a Sarah, la porta nella casa che desiderano acquistare, l'agente immobiliare gli ha concesso il permesso di poterla usare per qualche giorno, in effetti se accettassero l'offerta della Beckman e tornassero alla CIA, con la loro reintegrazione è incluso un bonus in denaro con cui potrebbero comprarla. Sarah però non sembra interessata, addirittura informa il marito che partirà per Budapest perché Shaw prima di finire in prigione si era messo in contatto con Kieran Ryker, in passato era una spia finché non tradì la CIA, Sarah deve stanarlo a ucciderlo, ma non vuole l'aiuto di Chuck e Casey perché non desidera coinvolgerli nei suoi problemi né tanto meno spiegargli le regioni del suo comportamento. Chuck non può accettare l'atteggiamento di Sarah, ma anche se in disaccordo la convince ad accettare il suo aiuto e quello di Casey con la promessa che si occuperanno solo di supervisionare l'operazione ma senza intromettersi. Sarah pur di accontentarlo accetta, una volta raggiunta Budapest Casey confessa a Chuck che condivide le sue preoccupazioni, ha fatto delle ricerche su Ryker ma tutti i suoi fascicoli sono stati censurati ciò vuol dire che tra lui è Sarah successe qualcosa di compromettente. Sarah, spacciandosi per Shaw, dà appuntamento a Ryker in una caffetteria ma un cameriere che lavora per Ryker le dà un biglietto dove le viene dato istruzione di prendere un autobus, a quel punto Sarah per ostinazione, preferendo agire da sola, semina Chuck e Casey prendendo l'autobus. Morgan cerca di riconquistare Alex ma lei non può perdonargli il modo in cui l'aveva lasciata, Devon e Ellie raccontano a entrambi che in passato avevano avuto dei problemi e si erano lasciati, tornarono insieme quando capirono quanto ciascuno dei due fosse importante per l'altro. Ryker, all'interno di una villa, viene raggiunto da Sarah che cade in trappola, un uomo di Ryker le arriva alle spalle e la tramortisce. Con dei flashback si scopre quello che successe tra Sarah e Ryker quando lavoravano alla CIA: quest'ultimo era l'addestratore di Sarah, la portò con sé a Budapest dandole l'incarico di uccidere dei criminali che avevano ammazzato una coppia sposata lasciando orfana la loro bambina, una neonata, ordinandole di consegnargli la piccola. Sarah uccise i criminali ma non consegnò la bambina a Ryker avendo capito che quella non era un'operazione autorizzata dalla CIA, Ryker voleva solo la potestà legale della piccola in modo da impadronirsi dell'ingente somma di denaro che i genitori le avevano lasciato in eredità, Sarah aveva capito che Ryker avrebbe ucciso la piccola quando lei avrebbe reclamato la sua eredità. Ryker lega Sarah a una sedia e la picchia, vuole sapere dove si trova la bambina, Shaw gli aveva rivelato che era ancora viva, in effetti Ryker sapeva che Shaw era stato arrestato ecco perché la trappola di Sarah non ha funzionato. Ryker spiega a Sarah che quando era il suo addestratore si era accorto di quanto lei era sola, non aveva né amici né famiglia, ecco perché la scelse come sua complice. Chuck e Casey, con un diversivo, riescono a distrarre Ryker e i suoi uomini, e portano Sarah in salvo, tornati a Burbank Chuck mette Sarah davanti ai suoi errori, anche Sarah ammette che quando Ryker l'aveva rapita si era pentita di non aver chiesto aiuto a Chuck, gli anni passati con il padre e la sua carriera alla CIA non hanno fatto altro che acuire la sua diffidenza, ma adesso vuole veramente fidarsi di Chuck raccontandogli la verità. Sarah mentì a Graham facendogli credere che non aveva salvato la bambina dato che Graham aveva puntualizzato che non c'era la certezza che la CIA l'avrebbe protetta da Ryker, quindi Sarah si rivolse a sua madre Emma affidando a lei la bambina, anche se Sarah era tentata di tornare a vivere con Emma scelse di distanziarsi da lei ritenendolo il modo migliore per proteggerla da Ryker. Chuck nota che c'è una cimice tra i capelli di Sarah, l'ha messa Ryker, ha ascoltato tutta la conversazione, ora sa dove trovare la piccola. Sarah allerta Emma con un segnalatore di emergenza che le aveva dato, Alex, Ellie e Morgan mettono al sicuro Emma e la bambina a Burbank, infatti quando Ryker e i suoi uomini vanno a casa di Emma non la trovano, lì c'è Sarah mentre Chuck e Casey sconfiggono gli uomini di Ryker, infine Sarah accoltella Ryker uccidendolo. Sarah e Emma dopo tanto tempo si abbracciano, Emma ha chiamato la bambina Molly presentandole Sarah come sua sorella, Alex perdona Morgan e i due tornano insieme. Chuck, Sarah, Casey, Morgan, Ellie, Devon, Alex, Emma e Molly cenano tutti insieme in allegria, Emma ringrazia Chuck per aver portato gioia nella vita di Sarah, quest'ultima ha capito che al fianco di Chuck ha trovato quella felicità che non credeva che avrebbe mai avuto. Chuck e Sarah passano la notte nella casa che vogliono comprare, ma Sarah decide di rifiutare l'offerta della Beckman, in passato ha preferito la CIA alla famiglia e agli amici e per il tipo di persona che era un tempo quella fu la scelta giusta ma ora ha capito di essere cambiata, non vuole più essere la donna che era in passato, tornare alla CIA significherebbe affrontare segreti su cui non avrebbe controllo. Chuck e Sarah incidono i loro nomi su uno stipite per quando compreranno la casa anche se ci dovessero volere anni di lavoro.
- Guest star: Tony Todd (Langston Graham) Tim DeKay (Kieran Ryker), Cheryl Ladd (Emma, madre di Sarah), Mekenna Melvin (Alex McHugh), Rachel Eggleston (Molly, sorella adottiva di Sarah).

## Chuck vs. le spie di cuore
- Titolo originale: Chuck versus the Kept man
- Diretto da: Fred Toye
- Scritto da: Craig DiGregorio e Phil Klemmer

### Trama
Chuck, Sarah e Casey concludono con successo un'altra missione e quando quest'ultimo torna a casa ad accoglierlo c'è Gertrude, dato che la Beckman ha confermato che Decker era un agente traditore, Gertrude pur avendolo ucciso non ha più problemi con la legge ed è pronta a tornare a dedicarsi al lavoro. Gertrude e Casey riprendono la loro relazione, addirittura Gertrude gli regala un maglione di cashmere, e gli propone una vacanza romantica a South Beach ma lui rifiuta preferendo dedicarsi ai suoi impegni. Gertrude però si rivolge alle Carmichael Industries chiedendo a Chuck, Sarah e Casey di farle da guardie del corpo a South Beach dato che deve acquistare delle armi da Rocky Falcone, uno dei più potenti trafficanti di Miami, in realtà Casey sospetta che Gertrude, non avendo accettato il suo rifiuto, ora voglia solo costringere Casey a seguirla a Miami per una romantica vacanza. Arrivati a Miami Casey nota che Sarah si sta comportando in maniera strana: è isterica, non vuole bere e non ha voglia di mangiare carne. Falcone invita Chuck, Gertrude, Casey e Sarah in un luogo isolato per vendergli gli "Aegis" sono mitragliatrici con un sistema di sicurezza che prevede che i proiettili sparati non colpiscano qualcuno che a sua volta è armato con un altro Aegis. Gertrude è disposta a pagarli per 3.000.000 di dollari, ma Falcone e i suoi uomini non intendono consegnarle le armi, vogliono solo prenderle i soldi. A quel punto interviene la squadra di Gertrude che cattura Falcone, ciò conferma quello che Casey sospettava, Gertrude non aveva bisogno del suo aiuto, voleva solo manipolarlo per portarlo con lei in un viaggio di divertimento, Casey non vuole più avere nulla a che fare con lei sentendo che Gertrude lo tratta come un mantenuto. Chuck cerca di convincere Casey a essere meno severo con Gertrude, ma Casey per tutta risposta gli fa notare che Sarah sospetta di essere incinta e Chuck non se ne era accorto. Sarah si scusa per non averglielo detto, era agitata, in ogni caso tornati a Burbank fa il test di gravidanza, non è incinta, tuttavia lei e il marito non sanno se essere contenti o delusi. Sarah sta riconsiderando la sua vita, lei vuole dei bambini ma è consapevole che lei e Chuck conducono una vita pericolosa e dunque teme che non potranno mai avere una famiglia. Gertrude tenta di convincere le Carmichael Industries ad aiutarla perché Falcone le serviva per arrivare a un trafficante d'armi più potente, ovvero Pedro St. Germain, l'FBI ha messo una taglia su di lui, infatti sono stati i federali a incaricarla di catturarlo, ma Casey si rifiuta di darle una mano. Gertrude e la sua squadra vanno a stanare Pedro nel suo rifugio nelle Everglades, ma i mercenari di Pedro uccidono gli uomini di Gertrude e la rapiscono. Pedro telefona a Casey con la minaccia di uccidere Gertrude se non paga un riscatto di 10.000.000 di dollari. Casey, Chuck e Sarah vanno nel rifugio di Pedro, in realtà Casey gli sta consegnando delle banconote false, nel momento dello scambio Casey confessa a Gertrude di amarla. Interviene Chuck che affronta gli uomini di Pedro, i quali poi cercano di sparare a Gertrude e Casey, ma Chuck fa loro da scudo infatti lui maneggia un Aegis così come gli uomini di Pedro e dunque i proiettili non li colpiscono, Gertrude e Casey uccidono i mercenari di Pedro. Quest'ultimo armato di fucile cerca di uccidere Chuck, Gertrude e Casey, ma interviene Sarah che li salva investendo Pedro con un'auto. Gertrude si scusa con Casey per come si è comportata, entrambi ammettono che vogliono stare insieme, in effetti Gertrude deve andare a Dresda per svolgere una missione di due mesi offrendo la possibilità a Casey di seguirla, ma lui per adesso non sembra volerlo fare, anche se considera Gertrude una fidanzata vuole bene a sua figlia Alex e non è pronto a separarsi da lei.
- Guest star: Carrie-Anne Moss (Gertrude Verbanski), Mekenna Melvin (Alex McHugh), Omar J. Dorsey (Pedro St. Germain), Marco Rodríguez (Rocky Falcone), Jim Tavaré (Torturatore).

## Chuck vs. Bo
- Titolo originale: Chuck Versus Bo
- Diretto da: Jeremiah Chechik
- Scritto da: Kristin Newman

### Trama
Sarah sorprende Chuck di prima mattina dicendogli che non vuole più fare la spia, ora desidera avere dei figli ecco perché ritiene che sia meglio accantonare il loro stile di vita così pericoloso, non vuole rinunciare alle Carmichael Industries infatti ritiene che la cosa migliore sia virare verso il controspionaggio informatico, saranno sempre necessarie missioni sotto copertura e operazioni di recupero, ma sarà molto meno pericoloso. I due coniugi convincono Morgan e Casey ad aderire al progetto, quest'ultimo infatti per amore di Alex che si sentirebbe più sollevata sapendo che il padre farà un lavoro meno rischioso decide di accettare l'offerta, ma pone una condizione: da ora le Carmichael Industries dovranno avere dei veri uffici, il Buy More non dovrà più essere la loro copertura. Big Mike consegna un pacco a Morgan, gli è arrivato per posta, dentro c'è il suo iPhone in effetti Morgan lo aveva smarrito quando lavorava per la Verbanski Corporation, quando lo hanno trovato sono riusciti a risalire a Morgan per merito dell'etichetta con il suo nome attaccata al cellulare e infatti glielo hanno spedito. Nel cellulare Morgan trova un video di lui che afferma di aver rubato a un uomo degli occhiali da sole contenenti un Intersect 2.0 e che li ha nascosti. Chuck e la sua squadra prima di abbandonare lo spionaggio decidono di recuperare quegli occhiali, Morgan stranamente non ricorda nulla di quell'episodio. Chuck chiede a Ellie di usare su Morgan l'ipnosi ma lui pronuncia solo le parole "smeraldo e oro". Sarah scopre che Morgan quando lavorava alla Verbanski Corporation aveva prenotato in un albergo a Vail in Colorado, lì incontrano Bo Derek con cui Morgan scopre di aver avuto una notte di sesso, lei cerca di sedurlo nuovamente almeno finché Sarah non interroga un uomo che le spiega che Morgan, quando venne a Vail gli chiese di tatuargli all'interno della bocca la frase "Non fidarti di Bo Derek" la donna punta una pistola contro Chuck e Morgan ma interviene Sarah che la tramortisce. Bo Derek viene portata al castello dove Chuck e Morgan la interrogano, lei ammette di essere una spia e di lavorare per un uomo che si chiama Nicholas Quinn, a quel punto Morgan rievoca quello che successe a Vail: dopo che Bo Derek lo aveva sedotto lui incontrò Quinn, egli con molto denaro si era fatto creare un Intersect 2.0 che aveva caricato in un paio di occhiali da sole, in attesa di scaricarlo nel proprio cervello desiderava conoscere Morgan dopo aver saputo che lui era in possesso di una versione dell'Intersect simile alla sua, Quinn gli fece inalare un gas che avrebbe cancellato le ultime 24 ore della sua memoria (questo spiega perché non ricordava niente) tuttavia Morgan istintivamente usò un flash mettendo fuori combattimento Quinn e rubandogli gli occhiali da sole. Chuck e Morgan fanno delle ricerche su Quinn e scoprono che lui è a capo di un'agenzia di spionaggio privata, ma lui opera in favore di gruppi criminali, tra i suoi clienti c'erano la Fulcrum, l'Anello e le Industrie Volkoff. Morgan ricorda dove aveva nascosto gli occhiali da sole, ovvero nella sede a Vail del Buy More infatti oro e smeraldo sono i colori dell'insegna. Chuck accompagnato da Sarah, Morgan e Casey torna a Vail e una volta entrati nella loro sede del Buy More trovano gli occhiali da sole, ma poi arrivano Quinn e i suoi uomini, i clienti del Buy More scappano via terrorizzati quando gli uomini di Quinn iniziano a sparare. Quinn rivuole gli occhiali da sole, confessando a Chuck che anche lui era un agente della CIA, Quinn era il loro miglior agente tanto che venne designato per scaricare nel suo cervello l'Intersect, ciò non fu possibile perché Bryce lo rubò lasciando che fosse Chuck a scaricarlo nel proprio cervello, in ogni caso a Quinn venne assegnata una missione il cui buon esito dipendeva dell'Intersect ma senza di esso Quinn fallì, venne catturato, per 378 giorni venne sottoposto a torture, dopo questo fallimento la CIA lo congedò, adesso Quinn reclama l'Intersect ritenendo che gli spetti di diritto. Chuck, Sarah, Casey e Morgan iniziano uno scontro a fuoco contro gli uomini di Quinn, uscendone vincitori, Quinn fugge e benché Casey volesse fermarlo Chuck gli impone di non farlo, ritenendo che sia arrivato il momento di chiudere con queste missioni così pericolose, il loro obiettivo era recuperare gli occhiali da sole e l'Intersect e infatti hanno concluso con successo la missione, si limiteranno a segnalare Quinn alla Beckman in modo che siano i servizi segreti a occuparsi di lui. Purtroppo tornati a Burbank, mentre Chuck è a casa, Quinn lo rapisce, è pronto a liberarlo ma rivuole indietro gli occhiali da sole, quindi Sarah e Casey decidono di consegnarglieli, ma nel luogo dello scambio scoprono che sono caduti in una trappola, gli uomini di Quinn cercano di ucciderli, Sarah consapevole che lei e Casey non usciranno vivi dallo scontro, decide di indossare gli occhiali da sole e di scaricare l'Intersect 2.0 nel suo cervello nonostante Casey l'avesse supplicata di non farlo, Sarah ha un flash e sconfigge gli uomini di Quinn.
- Guest star: Angus Macfadyen (Nicholas Quinn), Mekenna Melvin (Alex McHugh), Ian Wolterstorff, Bo Derek (se stessa).

## Chuck vs. il treno proiettile
- Titolo originale: Chuck Versus the Bullet Train
- Diretto da: Buzz Feitshans IV
- Scritto da: Nicholas Wootton

### Trama
Quinn porta Chuck in Giappone, attualmente sono a Tokyo tuttavia prendono un treno sebbene Quinn non voglia rivelare a Chuck la destinazione, Quinn dà per scontato che Sarah e Casey siano già morti e che a breve riceverà l'Intersect 2.0 che gli era stato sottratto, ma è difettoso e infatti vuole che Chuck, con le attrezzature che Quinn gli metterà a disposizione, crei un Intersect perfetto. A sua insaputa Casey e Sarah sono sul treno, quest'ultima usando i flash sconfigge Quinn e i suoi uomini, adesso che Quinn è stato catturato devono aspettare che il treno raggiunga la stazione di Yamashiro dove la Beckman e l'intelligence giapponese arresteranno Quinn. Al castello Ellie e Devon studiano il cervello di Morgan per comprendere la correlazione tra l'Intersect 2.0 che aveva scaricato e i vuoti di memoria, intanto al Buy More Alex viene rapita dagli uomini di Quinn. Casey sorveglia Quinn mentre Sarah confessa a Chuck che avere l'Intersect 2.0 è una sensazione eccezionale, da quando fa la spia non si era mai sentita così forte, ma è pronta a farselo rimuovere dal proprio cervello e a condurre finalmente una vita normale con suo marito. Chuck e Sarah, dopo aver fatto l'amore, fantasticano sulla vita che avranno insieme, soprattutto vogliono avere un bambino. Casey è costretto a liberare Quinn quando lui gli rivela di aver fatto rapire Alex, se non telefona ai suoi uomini una volta ogni mezz'ora lei verrà uccisa. Gli uomini di Quinn tengono Alex in ostaggio in un camper, non possono lasciare il parcheggio del Buy More dato che Jeff e Lester, vedendo Alex sequestrata, hanno usato lo zucchero sul serbatoio del camper. Quinn rivela a Chuck, Sarah e Casey che i servizi segreti hanno creato una nuova versione dell'Intersect 3.0 e loro dovranno rubarla per lui, ma Sarah, non controllando i suoi flash, picchia Quinn buttandolo fuori dal treno, uccidendolo apparentemente, inizia a sentirsi male, ha delle violente emicranie e quando sente il nome di Alex afferma di non sapere chi sia. Le condizioni di Sarah sono peggiori di quelle in cui stava Morgan, infatti benché lui abbia iniziato ad avere dei problemi solo dopo un mese Ellie spiega a Chuck che il vero problema è la quantità di flash, effettivamente Morgan aveva iniziato a usarli solo quando le Carmichael Industries erano diventate operative e necessitava dell'uso dell'Intersect, i flash intensificano la pressione intracranica, Sarah quantificando ammette che in soli due giorni ha dovuto ricorrere a una quarantina di flash. Morgan e Devon cercano di liberare Alex ma vengono catturati anche loro, tuttavia intervengono Jeff e Lester che con l'artiglieria che Casey conserva nella sua auto, costringono gli uomini di Quinn ad arrendersi liberando gli ostaggi, ora Jeff e Lester hanno scoperto che i loro amici sono delle spie. Chuck ruba delle apparecchiature ai passeggeri del treno e crea un dispositivo di rimozione per l'Intersect in modo da aiutare Sarah, usufruendo del collegamento Internet del treno. Ad un tratto la rete Internet viene bloccata, è stato Quinn a manometterla, non era morto, era riuscito a ad aggrapparsi a un vagone del treno. Chuck e Quinn si affrontano ma quest'ultimo scappa quando interviene Casey, benché Chuck avesse chiesto a Sarah di non intromettersi, lei decide di seguire Quinn fino al vagone del deposito bagagli. Quinn con una pistola tranquillante, spara un dardo contro Sarah facendola addormentare, poi stacca il vagone dal resto del treno, fuggendo e rapendo Sarah. Quest'ultima si risveglia legata a una sedia, Quinn le spiega che intende rimuoverle l'Intersect difettoso dal suo cervello ma prima usa su Sarah delle "flash card" appena le vede Sarah attiva dei flash che lentamente cancellano gli ultimi cinque anni dalla sua memoria. Dopo aver rimosso l'Intersect dal cervello di Sarah, lei si risveglia a Burbank in una camera d'albergo (quella in cui viveva prima di sposare Chuck) è confusa e dunque Quinn le fa credere che loro due lavorano ancora alla CIA e che Quinn è il suo supervisore dandole l'ordine di uccidere Chuck, di cui Sarah non ricorda più niente.
- Guest star: Angus Macfadyen (Nicholas Quinn), Mekenna Melvin (Alex McHugh), Ben Browder (Ron), Erin Cahill (Bobbi).

## Chuck vs. Sarah
- Titolo originale: Chuck Versus Sarah
- Diretto da: Jay Chandrasekhar
- Scritto da: Rafe Jenkins e Lauren LeFranc

### Trama
Quinn fa credere a Sarah che Chuck è un criminale e che le ha rovinato la vita, infatti la induce a credere di averlo sposato solo per aspettare il momento giusto per ucciderlo, Sarah è sconvolta scoprendo di aver perso cinque anni della sua memoria, Quinn le mente affermando che Chuck e i suoi amici hanno causato la morte di Bryce e Graham, di conseguenza Quinn ordina a Sarah di uccidere Chuck e recuperare gli occhiali da sole necessari per caricare l'Intersect. Sarah torna a Burbank per la gioia del marito e degli amici, racconta a tutti di aver ucciso Quinn fuggendo. Anche se Sarah si sforza di recitare la parte della moglie amorevole, Chuck nota qualcosa di strano nei suoi comportamenti, poi Sarah origlia una conversazione tra Ellie e Chuck dove quest'ultimo spiega alla sorella che intende distruggere l'Intersect 3.0 che la CIA ha sviluppato ritenendo che il supercomputer ha causato troppi problemi, quando Sarah riferisce tutto a Quinn lui le ordine di approfittare del piano di Chuck per caricare l'Intersect 3.0 negli occhiali da sole. Chuck convince anche Morgan e Casey ad aiutarlo nel suo progetto di eliminare l'Intersect, ma quando si apprestano a raggiungere la sede del D.A.R.P.A. dove il supercomputer è stato ultimato, Chuck nota che Sarah stranamente nella sua attrezzatura ha messo gli occhiali da sole per caricare l'Intersect. Una volta che Chuck e la sua squadra fanno irruzione nella struttura del D.A.R.P.A. Chuck, vedendo Sarah mettere le guardie di sicurezza fuori combattimento con eccessiva aggressività, prova un certo disagio. Arrivati alla sala dell'Intersect con l'intento di eliminarlo con un virus, Sarah però carica l'Intersect 3.0 negli occhiali da sole per poi puntare una pistola contro il marito e gli amici, rivelando a tutti che lavora con Quinn. Chuck si avvicina a Sarah tentando di farle capire che Quinn le ha mentito, Sarah per un momento guardando Chuck sembra risvegliare i suoi sentimenti per lui, ma esortata da Quinn a dargli gli occhiali da sole, Sarah picchia Chuck chiudendo lui, Morgan e Casey nella sala con una bomba attaccata alla parete esterna. Sarah inizia ad avere dei dubbi ritenendo che uccidere Chuck e gli altri non sia necessario ma Quinn con un comando a distanza fa esplodere la bomba. Quinn si arrabbia con Sarah quando scopre che negli occhiali che gli ha dato non è caricato l'Intersect 3.0 infatti Chuck quando si era avvicinato a Sarah le aveva rubato gli occhiali sostituendoli con un altro paio. Chuck, Morgan e Casey sopravvivono all'esplosione, la Beckaman è pronta ad aiutare Chuck, metterà una squadra a sua disposizione promettendogli che non faranno del male a Sarah e che si limiteranno solo ad arrestarla. Chuck vuole tentare di far rinsavire sua moglie ma Morgan e Casey questa volta non intendono aiutarlo, tentano di far ragionare Chuck perché, anche se è stato l'Intersect a condizionare Sarah, lei ormai è tornata l'assassina spietata di un tempo, Morgan non ha più recuperato i ricordi perduti quando anche lui scaricò nel suo cervello la stessa versione dell'Intersect che ha compromesso la memoria di Sarah, tenendo presente che lei potrebbe prendere di mira Devon e Ellie. Infatti come Morgan e Casey avevano predetto, Sarah prende in ostaggio Ellie, è pronta a ucciderla se Chuck non le consegna l'Intersect 3.0 tuttavia mentre Ellie è alla guida della sua auto con Sarah nel sedile del passeggero che le punta contro una pistola, Ellie urta un'altra auto, lei esce illesa ma Sarah perde i sensi. Ellie è della convinzione che sarebbe meglio se la CIA arrestasse Sarah, ma Chuck decide di portarla via, vuole fare un tentativo per risvegliare i suoi ricordi. Sarah si risveglia legata a una sedia all'interno della casa che lei e Chuck volevano comprare e crescere la loro famiglia, Sarah con un atteggiamento arrogante e provocatorio afferma che lei è una spia, non lo ama perché il suo lavoro consiste nel manipolare le persone, ma Chuck le spiega che sebbene all'inizio la loro relazione era una messa in scena poi si sono innamorati per davvero nonostante avessero più volte cercato di reprimere i loro sentimenti. Chuck la slega, è anche pronto a darle gli occhiali da sole pur di dimostrarle che il suo affetto per lei è sincero. Sarah è compiaciuta constatando che Chuck la ama per davvero, prende gli occhiali da sole e senza alcuna pietà picchia Chuck brutalmente, trovando strano però che lui non tenti nemmeno di difendersi, Sarah si appresta a sparargli finché non si blocca quando vede "Sarah + Chuck" incisi sullo stipite ricordando il momento in cui lei Chuck avevano inciso i loro nomi. Arriva Quinn e a quel punto Sarah, seppur incerta, gli consegna gli occhiali da sole, poi Quinn con soddisfazione confessa a Sarah che Chuck è stato sincero con lei, non avendo più bisogno di Sarah le spara, ma Chuck protegge la moglie prendendosi la pallottola al suo posto, sopravvive grazie al giubbotto antiproiettile. Arrivano gli agenti della CIA e Quinn scappa, Chuck convince Sarah a fuggire per evitare l'arresto, Chuck viene poi soccorso da Casey, Ellie e Morgan. Mentre Sarah è nel suo appartamento viene raggiunta da Casey il quale le spiega che Chuck li ha cambiati entrambi, le mostra il DVD dove Sarah aggiornava i progressi dei suoi primi anni sotto copertura a Burbank al fianco di Chuck, rimane senza parole quando scopre che lei stessa, trascorsi 564 giorni dal suo primo incontro con Chuck, ammise di amarlo. Sarah va a trovare Chuck a casa sua chiedendogli scusa ma afferma di non provare niente per lui, adesso l'unica cosa che vuole è dare la caccia a Quinn, lasciando Chuck completamente da solo.
- Guest star: Angus Macfadyen (Nicholas Quinn), Bonita Friedericy (Diane Beckman).

## Chuck vs. l'addio
- Titolo originale: Chuck Versus the Goodbye
- Diretto da: Robert Duncan McNeill
- Scritto da: Chris Fedak

### Trama
Sono trascorse 2 settimane da quando Sarah ha lasciato Chuck, intanto Quinn in un jet privato si fa consegnare da Edgar (ex agente della Fulcrum) uno dei tre componenti della "Chiave", era stato Roark ad affidarglielo, in effetti Quinn non ha ancora scaricato l'Intersect 3.0 nel proprio cervello avendo visto più volte che il supercomputer lo danneggia, gli serve la Chiave perché essa priva l'Intersect di ogni impurità, un altro componente apparteneva alle Industrie Volkoff ma lo avevano venduto all'Anello. Sarah, smaniosa di uccidere Quinn il quale le ha rovinato la vita, è nascosta nell'aereo, ma Quinn e Edgan avendo notato la sua presenza la mettono in fuga, Sarah salta giù dall'aereo con un paracadute. 
Chuck è amareggiato, sente di essere tornato la persona che era un tempo, ma Ellie, Devon e Morgan lo spronano a reagire, lui non è più l'uomo che era una volta, lui ha già conquistato una volta l'amore di Sarah, può riuscirci un'altra volta. La Beckman ha reintegrato Casey all'NSA, quest'ultimo non vuole più avere nulla a che fare né con Alex né con i suoi amici, vuole solo tornare a essere l'uomo di un tempo, la Beckman gli affida l'incarico di trovare Quinn dando a Casey il permesso di fare di Quinn quello che vuole, tuttavia la Beckman ammette che preferirebbe se Casey lo uccidesse. 
Sarah torna a Burbank chiedendo a Chuck di aiutarla a rintracciare Quinn, in effetti Chuck scopre che si vedrà a Berlino con Renny Deutch, ex agente dell'Anello attualmente un trafficante d'armi. Sarah mette in chiaro con Chuck che una volta ucciso Quinn lei sparirà col probabile intento di tornare a fare la spia, a suo dire l'unica cosa che sa fare, ritenendo che non potrebbe tornare a essere la moglie che lui amava. Chuck, pur di starle accanto, le propone di darle una mano a stanare Quinn, dunque Chuck, Morgan e Sarah raggiungono Berlino, ignari che Casey li sta pedinando con un elicottero. Deutch va in un ristorante messicano, è lì che Quinn gli ha dato appuntamento, Chuck confessa a Sarah che al loro primo appuntamento la portò in un ristorante simile a quello, ma lei non è interessata a saperlo, Chuck trova triste che lei non voglia conoscere la loro storia. Quinn cambia il luogo dell'appuntamento in una sala ballo, Chuck e Sarah per passare inosservati ballano insieme il tango, Sarah pare per un momento tradire un po' di attrazione per suo marito. Ancora una volta Quinn cambia il luogo dell'appuntamento, questa volta al Wienerlicious dove Sarah si traveste da cameriera. Sarah stranamente cambia la disposizione dei bicchieri nello stesso modo in cui erano disposti al Wienerlicious di Burbank dove lei aveva lavorato, Chuck la supplica di ricordare qualcos'altro ma arriva Quinn che uccide Deutch e prende il secondo componente della Chiave in suo possesso. Chuck, Sarah e Morgan affrontano gli uomini di Quinn e li sconfiggono, Chuck aveva l'opportunità di uccidere Quinn sparandogli ma ha preferito sparare un colpo di avvertimento in aria, danneggiando l'elicottero di Casey che volava sopra di lui. 
Non solo Quinn fugge ma Casey cattura Chuck, Morgan e Sarah rinchiudendoli nel castello, quest'ultima rimprovera Chuck per non aver ucciso Quinn affermando che non è una vera spia, poi Sarah rimane sorpresa quando Chuck le rivela che la sua incapacità di uccidere, ciò che lo ha sempre distinto dalle altre spie che lei conosceva, la spinse ad amarlo. Morgan rimprovera Casey il quale si ostina a convincersi che i suoi affetti lo hanno indebolito quando in realtà hanno fatto di lui un uomo migliore. Casey capendo che Morgan ha ragione, libera i suoi amici, Sarah però preferisce affrontare Quinn da sola, tuttavia arrivano Ellie, Devon e Mary, quest'ultima convince Sarah ad accettare il loro aiuto perché ha delle informazioni sulla Chiave. Stephen creò l'Intersect come strumento didattico, la Chiave serve per riconfigurarlo, Mary intuisce che Quinn voglia usarla per inserire nell'Intersect 3.0 nuove informazioni, Stephen, Hartley e Roark presero possesso dei tre componenti, ma Mary non ha idea di dove Stephen avesse riposto il suo. Ellie prende da parte Chuck spiegandogli che se caricano nella Chiave un file su Sarah l'Intersect 3.0 potrebbe ricostruire i suoi ricordi perduti. 
Casey scopre che Quinn è andato al concerto dell'orchestra sinfonica alla quale sono presenti la Beckman e la delegazione cinese, Quinn si avvicina alla Beckman spiegandole che ha posizionato sotto la sua sedia una bomba a pressione, se si alzerà esploderà, dall'uniforme militare della donna preleva il terzo componente della Chiave, a sua insaputa Stephen lo aveva affidato a lei. Quinn monta la Chiave negli occhiali da sole, arrivano Chuck, Sarah, Casey e Morgan, quest'ultimo su richiesta di Casey porta al sicuro i membri della delegazione cinese, intanto Chuck scopre che la bomba ha pure un sensore audio, non appena l'orchestra smetterà di suonare esploderà. Chuck e Sarah raggiungono Quinn intimandogli di disinnescare la bomba ma lui ammette che è stata programmata per non essere disinnescata. L'orchestra smette di suonare ma arrivano Jeff e Lester che cantano Take on Me guadagnando del tempo. Sarah spara a Quinn uccidendolo, Chuck le spiega che la Chiave e l'Intersect 3.0 potevano restituirle la memoria, ma solo col supercomputer può avere una possibilità di disinnescare la bomba dato che c'è un solo upload, Chuck accetta di rinunciare a Sarah e indossa gli occhiali da sole scaricando nel proprio cervello l'Intersect 3.0 e quando guarda la bomba ha un flash scoprendo che al suo interno nasconde un computer. Chuck lo fa uscire allo scoperto, la bomba è collegata al computer, Sarah pronuncia le parole "Irene Demova" il sito pornografico che Chuck usò per disinnescare la bomba nella loro prima missione, Chuck segue il consiglio di Sarah e usando Irene Demova infetta il computer disinnescando la bomba. Chuck e Sarah non riescono a gioire della vittoria, in ogni caso la Beckman pur ringraziandoli capisce che né loro né Casey lavoreranno più per lei e che non saranno più una squadra. 
Casey decide di partire per Dresda raggiungendo Gertrude, lascia la sua casa a Morgan e Alex in modo che possano viverci loro due insieme, Alex abbraccia il padre affermando che Casey merita di essere felice. Un produttore discografico che lavora in Germania scrittura Jeff e Lester colpito dalla loro performance musicale. Devon e Ellie hanno accettato delle ottime offerte di lavoro a Chicago e si trasferiscono lì con Clara, mentre Mary promette di venirli a trovare spesso. Sarah spiega a Chuck che non ha idea di come abbia fatto a ricordare la loro prima missione, è abbastanza chiaro che inizia a provare dell'affetto per lui, ma gli chiede di lasciarla sola per un po', tuttavia è evidente dal suo sguardo triste che è delusa dal fatto che Chuck non tenti di fermarla, addirittura Chuck la incoraggia ad andare via. 
Chuck e Casey si abbracciano, quest'ultimo gli promette che potranno rivedersi quando capiterà l'occasione. Morgan è convinto che Chuck non abbia perso Sarah, spiegando all'amico che questo è un problema che lui può risolvere con il cuore e non con la razionalità. Chuck va nella spiaggia (quella del primo episodio) e lì trova Sarah, quest'ultima aveva avvertito che quel posto era importante per entrambi, l'ennesima conferma che non ha perso i suoi ricordi. Chuck le spiega che non pretende nulla da lei, vuole solo che Sarah si fidi di lui sapendo che potrà contare su Chuck tutte le volte che lo vorrà. Sarah, mostrando a Chuck un atteggiamento più amichevole, gli chiede di raccontarle la loro storia, Chuck inizia dal principio con Bryce che gli affidò l'Intersect, gli occhi di Sarah si mettono a lacrimare quando Chuck le rivela di averla amata dal momento in cui la conobbe, poi ascoltando il racconto lei ritrova il suo buon umore. Quando Chuck finisce di raccontarle la loro storia, Sarah lo guarda sorridendo dicendogli «Chuck baciami» e l'episodio si conclude con Chuck e Sarah, seduti sulla sabbia, che si baciano teneramente, come affermava Morgan se Chuck avesse baciato Sarah lei avrebbe recuperato i ricordi e i sentimenti perduti.
- Guest star: Angus Macfadyen (Nicholas Quinn), Linda Hamilton (Mary Bartowski), Bonita Friedericy (Diane Beckman), Mekenna Melvin (Alex McHugh), Mark Pellegrino (Edgar), Vladimir Kulich (Renny Deutch).